# WikiRank
Wikirank.net（或称WikiRank）是一项自動評估和比較维基百科条目品質的線上Web服務。
該服務可以通過綜合计算，評估維基百科条目的品質和受歡迎程度，得出一个0至100的得分。WikiRank使用多项標準化指标，如文字数量，參考文獻數量，章节，圖像，瀏覽次數等
該服務最早支持7種語言版本的条目品質比較。而后已可以評估50多种維基百科主要語言版本中的条目。未來計劃增加更多品質評估措施，包括社交媒体中给出的评价（如Facebook、Twitter、Reddit等），以及分析使用搜索引擎的引用（例如Google、Bing、Yahoo！、百度、Yandex等）。

## 外部連結
- WikiRank ZH （页面存档备份，存于） - 中文維基百科的品質和受歡迎程度評估